# Perta
Perta là một chi bướm đêm thuộc họ Erebidae.